# Haslenmühle

Haslenmühle 1924

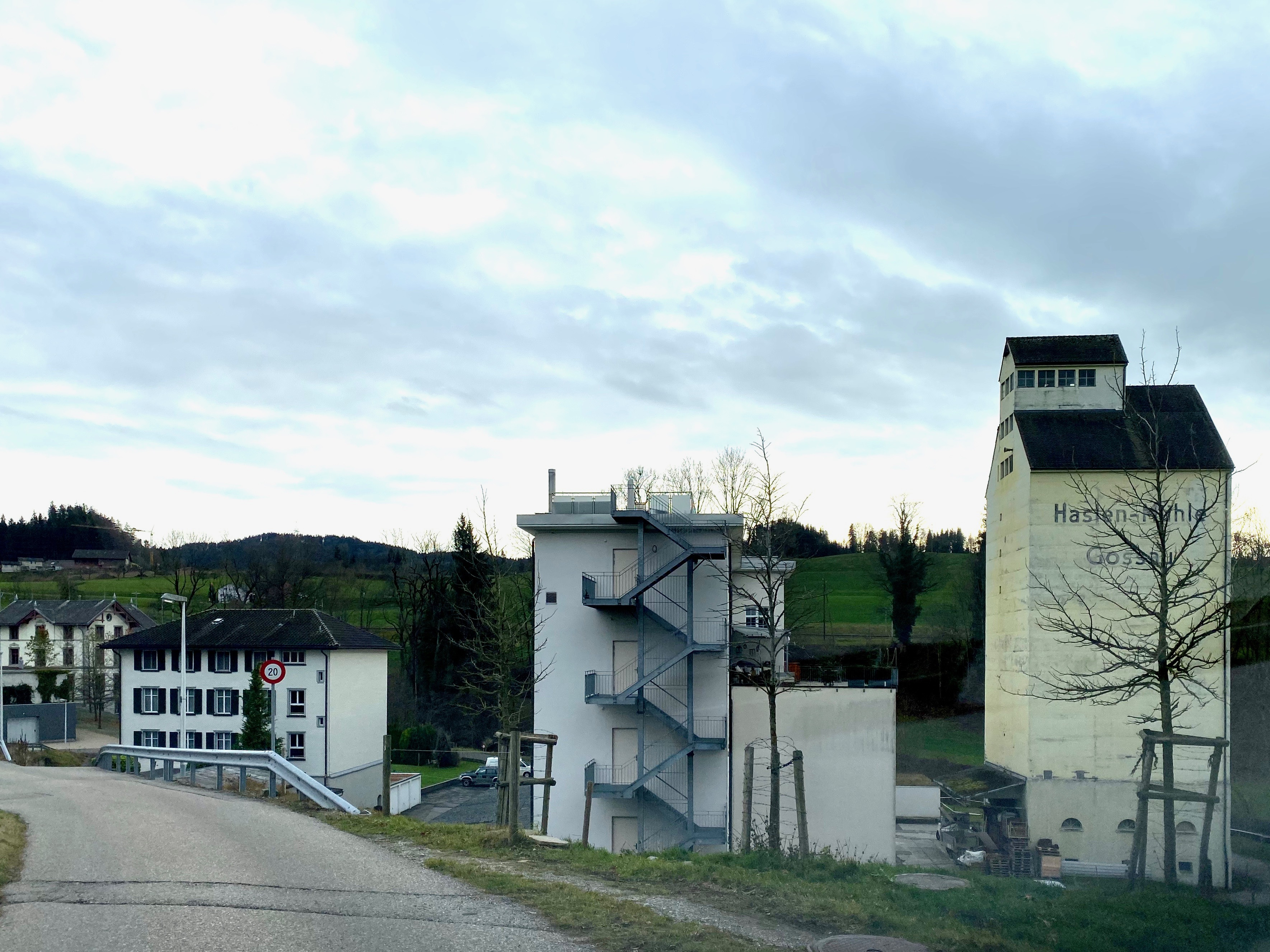
Ehemalige Haslenmühle (2019)

Haslenmühle ist ein Quartierteil südwestlich von Gossau im Kanton St. Gallen in der Schweiz.
Namensgeber ist eine ehemalige Mühle, die dort 1429 im Lehenprotokoll der Fürstabtei St. Gallen erwähnt wird. Der zugrundeliegende Flurname Haslen (Haseloͮwe, aus Hasel und Au, sinngemäss mit Haselgebüsch bewachsenes Land am Wasser) ist 1345 dokumentiert.
Ab 1838 gehörte die Mühle der Familie Klingler, die auch die Klingmühle in Bischofszell besass und die Nutzung der Wasserkraft in dieser Gegend vorantrieb. Auf ein Wasserkraftwerk am Dorfbach Gossau folgte die Errichtung eines Wehrs im Wissbach. Der dort erzeugte Strom wurde über eine drei Kilometer lange oberirdische Starkstromleitung zur Haslenmühle übertragen. Nach einem Silobrand in der Haslenmühle 1934 wurde statt des alten Silos ein Holzturm errichtet.
1947 brannte fast die gesamte Mühlenanlage ab. Nach einem weiteren Brand 1959 gab Robert Klingler den Mühlenbetrieb auf und verkaufte sein Getreidekontingent an die Ostschweizerische Mühlen AG.